# Meristhus sikkimensis
Meristhus sikkimensis là một loài bọ cánh cứng trong họ Elateridae. Loài này được Cate miêu tả khoa học năm 2007.